# Текеста
Текеста (на английски: Tequesta) е индианско племе от коренното население на Флорида, САЩ. По времето на контакта с европейците територията им се простира по крайбрежието на югоизточна Флорида, главно около залива Бискейн. Главният им град, който също се нарича текеста, вероятно е бил на устието на река Маями. Освен него е известно, че имат още 4 села по протежение на брега.

## Език
Не е известно нищо за езика на текеста. Предполага се, че е мускогски, но някои учени отхвърлят това и твърдят, че може да е език араваки. Тъй като е известно, че са тясно свързани със съседните племена се предполага, че са говорели тясно свързани езици.

## Култура
Подобно на останалите племена в централна и южна Флорида, текеста не са земеделци, а предимно ловци-събирачи и риболовци. Основно, храната им идва от морето, а ловът и събирането на диви растения само я допълват. Заради ниският бряг и приливите и отливите, къщите им са издигнати на високи дървени колони и нямали стени, а само покрив от палмови листа. Топлото време не изисква носенето на много дрехи. Мъжете носят само кожена препаска, а жените поли от листа или растителни влакна.

## История
През 1513 г. Хуан Понсе де Леон акостира на брега на един залив в югоизточна Флорида, на който дава името „Чекеста“ (днешният залив Бискейн), може би по името на местното племе. През 1566 г. Педро Менендес де Авилес, преследван от силна буря в морето, спира в залива Бискейн и е добре посрещнат от племето. Мисионерската работа започва от следващата година, когато Авилес основава мисия на залива, специално за текеста. Четири години по-късно мисията е изоставена и опитите на испанците да покръстят населението завършват с неуспех. През следващите години, започвайки от 1704 г. много индианци от южна Флорида мигрират в Куба. След предаването на Флорида на Великобритания през 1763 г., последните останали живи 30 текеста също мигрират там.